# Un giorno in Disney (film)
Un giorno in Disney (One Day at Disney) è un film documentario del 2019 diretto da Fritz Mitchell.
La pellicola, prodotta da Disney Publishing Worldwide e Endeavour Content come film originale in esclusiva di Disney+, una piattaforma di streaming. Distribuito il 3 dicembre 2019 e in Italia il 24 marzo, data di uscita italiana del servizio. Il documentario è seguito da altri 52 brevi cortometraggi, pubblicati settimanalmente come se fossero una serie su Disney+.

## Trama
Il documentario racconta le storie di 10 dipendenti delle varie filiali di The Walt Disney Company. Attraverso la lente dell'amministratore delegato Bob Iger, viene raccontata la storia di ognuno di loro, tra cui un leggendario animatore, l'uomo che ha ideato la nuova generazione di supereroi Marvel e Robin Roberts di Good Morning America, durante la loro giornata per uno sguardo intimo nel loro viaggio. Si vede con chiarezza la dedizione e la responsabilità che sentono a dover portare la creatività, l'innovazione e l'eccellenza che la Disney ha sempre avuto. Dal dar vita alla prima produzione de Il re leone per il pubblico di Madrid o di preservare le specie animali più minacciate dal pianeta, ogni protagonista deve rendere il mondo un posto migliore diffondendo un po' di magia Disney.

## Produzione
Nell'agosto del 2019 nell'ambito di D23 Expo, Ricky Strauss e Robin Roberts hanno annunciato il film documentario precedentemente soprannominato come un progetto segreto.

### Riprese
Nel febbraio 2019, 76 servizi fotografici hanno avuto luogo in tutto il mondo in tutte le filiali della Disney, dai parchi a tema ai set di serie televisive. Le persone nel film documentario includono Eric Baker (Imagineer), Ashley Girdich (Imagineer), Eric Goldberg (animatore), Mark Gonzales (Disneyland Railroad), Grace Lee (direttore dell'illustrazione editoriale), Zamavus “Zama” Magudulela (musicista), Ryan Meinerding (Marvel Studios), la dott.ssa Natalie Mylniczenko (veterinaria del Resort), Jerome Ranft (artista Pixar) e Robin Roberts (giornalista). Sterling K. Brown è il narratore.

## Distribuzione
Il film documentario è stato distribuito come contenuto originale di Disney+ il 3 dicembre 2019. In Italia è stato distribuito il 24 marzo 2020, data di uscita italiana di Disney+.

## Serie televisiva
Dal 6 dicembre 2019 è stata pubblicata una serie televisiva composta da 
52 cortometraggii di 5-9 minuti.

## Libro
Disney Publishing Worldwide ha anche sviluppato un libro tavolino adiacente al documentario, che è stato scritto da Bruce Steele. Il libro è stato pubblicato nella stessa data.